# Мерікюласький десант
Мерікюласький десант (Нарвський десант) — відбувався в часі з 14 по 17 лютого 1944 року, був здійснений Балтійським флотом у часи Ленінградсько-Новгородської операції.

## Задум десантної операції
Після повного зняття блокади Ленінграду в січні 1944 року війська 2-ї ударної армії (котрою керував генерал Іван Федюнінський) Ленінградського фронту (командир — генерал Леонід Говоров) здійснювали наступ вздовж узбережжя Балтійського моря, маючи завдання подолати річку Нарва та прорватися до материкової Естонії. Рубіж річки Нарва, котрий перетинав вузький перешийок між Чудсько-Псковським озером та Балтійським морем, був серйозною перепоною. Передбачаючи імовірність відступу з-під Ленінграду, німецьке керівництво групи армій «Північ» наперед наказує спорудити потужну оборонну лінію по річці Нарві, по якій зайняли оборону підрозділи 18-ї армії генерала Георга Ліндемана.
Згодом командуючий Балтійським флотом адмірал Володимир Трибуц писав, що задум десантування біля села Мерекюля (Мерікюла) на узбережжі Нарвської затоки батальйону морської піхоти належала Л. А. Говорову, та ніби він же заборонив надати десанту артилерію, засоби посилення та танки з мотивацією, що це б утруднювало дії десанту.
Десантникам ставилося завдання перетнути приморське шосе та залізницю Нарва — Раквере, зайняти станцію Аувере, перейняти контроль над вузлами доріг біля населеного пункту Удріа та мизи Репнік й утримувати зайнятий плацдарм до підходу головних частин. Подолання лінії фронту частинами 2-ї ударної армії біля Аувере планувалося здійснити в другій половині дня 14 лютого — так зазначав у споминах Трибуц, однак у радянських документах зазначалося, що наступ головних сил планувався на 17 лютого. Разом з тим, керівництво Балтійським фронтом після отримання завдання про десантну операцію, якихось серйозних засобів по його посиленню не проводило, не були заплановані дії флоту по артилерійській та авіаційній підтримці після десантування, не організовувалася взаємодія із армійськими підрозділами. Також не був розроблений план евакуації, власне, весь план операції зводився до організації переходу загону кораблів із десантом на борту в місце висадки та проведення висадження на узбережжя.

## Склад десанту та хід боїв
До складу десанту виділялися автоматники із 571-го окремого батальйону 260-та бригади морської піхоти Балтійського флоту та стрілецька рота цієї ж бригади, десантом керував командир батальйону майор Степан Маслов. На озброєнні у десантників були переважно автомати, близько 70 вояків мали гвинтівки, 14-19 кулеметів (з них 2 -станкові), 12 протитанкових рушниць.
До загону висадження десанту входило 9 катерів «морський мисливець», 4 артилерійські катери, загін артилерійської підтримки нараховував 3 канонерські човни й 8 тральщиків, у загоні тралення знаходилося 10 катерів-тральщиків.
У повітряне прикриття виділялося 20 винищувачів ВПС Балтійського флоту, керував операцією командир Острівної військово-морської бази флоту контр-адмірал Гаврило Жуков, командир загону висадки капітан 2-го рангу А. М. Горбачов.
Кораблі з десантом та загін підтримки виходять від острова Лавенсаарі в Нарвській затоці вночі 13 лютого, задля досягнення ефекту несподіванки висадження відбувалося уночі без авіаційної та артилерійської складової. При наближенні до місця висадки загін зіштовхнувся із плаваючою кригою, тральщики повертаються на базу. Перехід та висадження першої хвилі десанту відбулися непомічено близько 4-ї години ранку між селами Мерікюла та Ауга, однак згодом противник виявив десант і друга хвиля десантників здійснювала висадження під артилерійським та мінометним обстрілом. З'ясувалася недостовірність розвідувальних даних — на узбережжі виявилася сильна протидесантна оборона, у місці висадки було близько 10 берегових гармат.
Загалом на берег висадилося 432 бійці із стрілецьким озброєнням, так як катери не змогли підійти впритул до берега, десантування відбувалося в крижану воду за 300 від берега, через що кілька десантників потонуло; 2 «морські мисливці» були потоплені німецькою артилерією, ще 2 катери зазнали значних ушкоджень. Друга хвиля десанту зазнала втрат ще на кораблях — було німецьким обстрілом вбито 9 бійців та 35 поранено, 41 чоловік не зміг висадитися та на кораблях повернувся до бази. Відразу після десантування кораблі висадки відходять, загін артилерійської ж підтримки підійшов із 3-годинним запізненням та вогню не відкривав, не бачачи десантників.
У місці бою знаходилася велика кількість частин противника, у швидкому часі проти десантників перекинуто значні переважаючі сили, зокрема батальйон 20-ї гренадерської естонської дивізії СС, окремі батальйони і роти піхотних та допоміжних частин, танки.
Хоча в складі десанту були наявними 4 рації, не було отримано від нього ніяких радіоповідомлень; командир десанту при висадці був важко поранений, однак продовжував керувати загоном, загинув 15 лютого в бою. Задля виконання наказу десантники розділяються на 3 групи, приблизно по 300, 70 та 70 бійців та намагаються пробитися у напрямі станції Аувере, однак були швидко блоковані — величина десанту була замалою для ефективної протидії наявній кількості ворожих частин, тим більше для виконання завдання; найбільша частина десантників займала оборону на висоті біля села Пухкова. Проти десантників використовуються авіація, артилерія та танки, 16 лютого припиняється останній організований опір десанту. Вцілілі бійці намагалися дрібними групами та поодинці через місцевість, де була велика кількість німецьких військ, пробратися до лінії фронту, це майже нікому не вдалося.

## Результати операції, втрати та вшанування
У радянських джерелах, зокрема, у статті маршала Говорова, писалося, що десант виконав поставлене завдання, відтягнувши на себе значні сили противника та сприяв захопленню і розширенню плацдарму на річці Нарва; однак радянськими військами даний плацдарм був створений ще 5 лютого, операція ж по його розширенню, теж невдала, почалася 17 лютого. Радянські війська зайняли місцевість, де загинув Мерікюласький десант, аж на початку березня 1944 року. Історія про відтягування на знищення десанту великих нацистських сил теж не є цілком правдивою, оскільки нацистські підрозділи, що брали участь у боях, розташовувалися поблизу місця десантування чи в ближніх околицях, додаткові частини з фронту не знімалися; так як 14-15 лютого наступу не було, через те не перекидалися німецькі підрозділи і на фронт.
Із складу десанту перейти лінію фронту змогли 6 бійців, 8 поранених були полонені, всі решта загинули у боях, хоча зустрічається і число тих, хто вижив, — 15 людей.
Дані про німецькі втрати є різними — у радянських джерелах пишеться про 1500 вбитих і підбитих 20 танків, і про вбитих 2500 та 25 танків; пишеться про розбиття німецького дивізійного штабу, хоча в місці бою не було ніяких дивізійних штабів — загинув штаб одного з батальйонів — це до 10 чоловік. Про 227-му піхотну дивізію зазначалося, що вона втратила в тому часі 32-х вбитими, 74-х пораненими та 4 пропали безвісти, решта підрозділів втратили до 10 чоловік.
Довгі роки в радянських умовах події десанту не висвітлювалися; у 1960-х роках завдяки декільком ветеранам військового флоту з'являються публікації в пресі, було встановлено особовий склад десанту; разом з тим серед десантників нагороджених не було.
1972 року на місці висадки було знайдено останки 45-ти десантників, встановлюється пам'ятник, пошкоджений у 1990-х та через кілька років відновлений.
Серед тих, хто вижили, — Ріпка Павло Васильович, уродженець Ізюмського району, учасник десанту, закінчив військову службу капітаном 1-го рангу, помер 8 вересня 2012 року.